# Gymnostachyum triflorum
Gymnostachyum triflorum är en akantusväxtart som beskrevs av Ridley. Gymnostachyum triflorum ingår i släktet Gymnostachyum och familjen akantusväxter. Inga underarter finns listade i Catalogue of Life.